# Geville
Geville  (prononcé [ʒevil] ; nommée également Géville non officiellement)  est une commune française située dans le département de la Meuse en région Grand Est, regroupant trois communes associées (fusion partielle avec maintien de conseils municipaux associés) : Corniéville, Jouy-sous-les-Côtes devenue juridiquement Geville en tant que commune principale et Gironville-sous-les-Côtes. Cette fusion date de 1973. Le nom choisi est en rapport avec le site de la Chapelle de Gévaux dont le nom signifie le « Val de la Joie ».
Geville faisait partie de la communauté de communes de la Petite Woëvre depuis sa création en 2002. Elle fait désormais partie de la nouvelle communauté de communes Côtes de Meuse - Woëvre créée en 2013.

## Géographie
Le territoire des communes est situé entre les côtes de Meuse et la forêt de la Reine située dans la Woëvre.
La commune fait partie du parc naturel régional de Lorraine.
| Frémeréville-sous-les-Côtes | Broussey-Raulecourt | Mandres-aux-Quatre-Tours Meurthe-et-Moselle |
| Vignot                      | Géville             | Royaumeix Meurthe-et-Moselle                |
| Euville                     |                     | Boucq Meurthe-et-Moselle                    |

### Hydrographie

#### Réseau hydrographique
La commune est traversée par la ligne de partage des eaux entre les bassins versants du Rhin et de la Meuse au sein du bassin Rhin-Meuse. Elle est drainée par le ruisseau le Rupt de Mad, le ruisseau d'Esche, le ruisseau le Faux, le ruisseau de l'Étang de la Mosee, le ruisseau de Bleuapre, le ruisseau de l'Étang de Gerard Sas, le ruisseau de l'Étang Marie et le ruisseau de l'Étang de Bruneau,.
Le Rupt de Mad, d'une longueur de 55 km, prend sa source dans la commune  et se jette  dans la Moselle à Novéant-sur-Moselle, après avoir traversé 21 communes. 
L'Esch, d'une longueur de 46 km, prend sa source dans la commune  et se jette  dans la Moselle à Blénod-lès-Pont-à-Mousson, après avoir traversé 19 communes. 

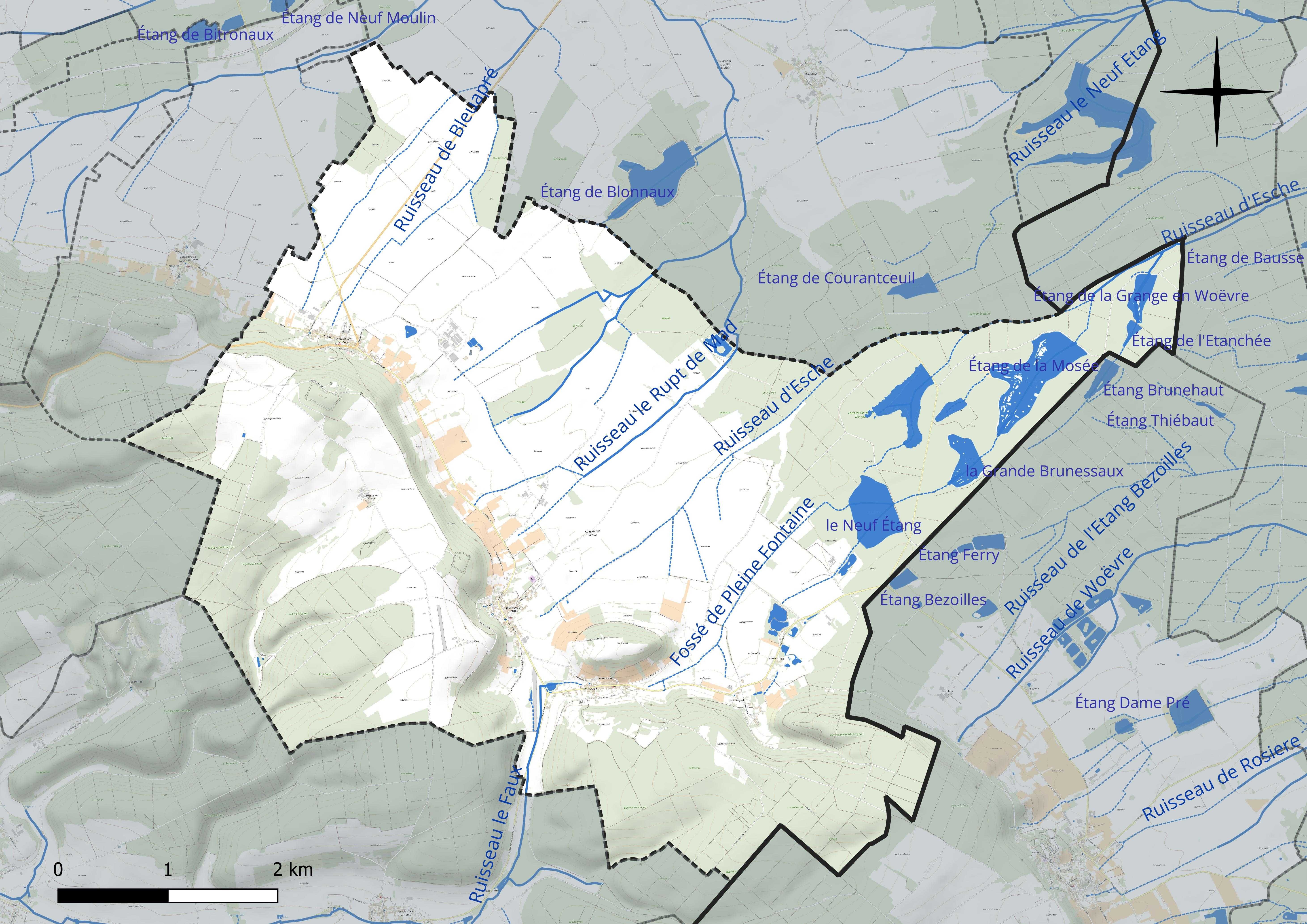
Réseau hydrographique de Geville.

Six plans d'eau complètent le réseau hydrographique : la Grande Brunessaux (9,3 ha), le Neuf étang (20,8 ha), l'étang de la Grange en Woëvre (6 ha), l'étang de la Mosée (30,1 ha), l'étang de l'Etanchée (1,6 ha) et l'étang Gérard Sas (16,3 ha),.

#### Gestion et qualité des eaux
Le territoire communal est couvert par le schéma d'aménagement et de gestion des eaux (SAGE) « Rupt de Mad, Esch, Trey ». Ce document de planification concerne les bassins versants du Rupt de Mad, de l’Esch et du Trey. Le périmètre a été arrêté le 2 juin 2014, la commission locale de l'eau (CLE) a été créée le 20 juin 2017, puis modifiée le 26 mars 20210. La structure porteuse de l'élaboration et de la mise en œuvre est le Parc naturel régional de Lorraine. 
La qualité des cours d’eau peut être consultée sur un site dédié géré par les agences de l’eau et l’Agence française pour la biodiversité. 

### Climat
Pour des articles plus généraux, voir Climat du Grand Est et Climat de la Meuse.
En 2010, le climat de la commune est de type climat de montagne, selon une étude du Centre national de la recherche scientifique s'appuyant sur une série de données couvrant la période 1971-2000. En 2020, Météo-France publie une typologie des climats de la France métropolitaine dans laquelle la commune est exposée à un climat océanique altéré et est dans la région climatique  Lorraine, plateau de Langres, Morvan, caractérisée par un hiver rude (1,5 °C), des vents modérés et des brouillards fréquents en automne et hiver. 
Pour la période 1971-2000, la température annuelle moyenne est de 9,5 °C, avec une amplitude thermique annuelle de 16,3 °C. Le cumul annuel moyen de précipitations est de 906 mm, avec 12,9 jours de précipitations en janvier et 9,3 jours en juillet. Pour la période 1991-2020, la température moyenne annuelle observée sur la station météorologique de Météo-France la plus proche, « Nonsard », sur la commune de Nonsard-Lamarche à 18 km à vol d'oiseau, est de 10,7 °C et le cumul annuel moyen de précipitations est de 690,8 mm. 
La température maximale relevée sur cette station est de 40,1 °C, atteinte le 25 juillet 2019 ; la température minimale est de −17 °C, atteinte le 1er mars 2005,,. 
Les paramètres climatiques de la commune ont été estimés pour le milieu du siècle (2041-2070) selon différents scénarios d'émission de gaz à effet de serre à partir des nouvelles projections climatiques de référence DRIAS-2020. Ils sont consultables sur un site dédié publié par Météo-France en novembre 2022.

## Urbanisme

### Typologie
Au 1er janvier 2024, Geville est catégorisée commune rurale à habitat dispersé, selon la nouvelle grille communale de densité à sept niveaux définie par l'Insee en 2022.
Elle est située hors unité urbaine. Par ailleurs la commune fait partie de l'aire d'attraction de Commercy, dont elle est une commune de la couronne,. Cette aire, qui regroupe 19 communes, est catégorisée dans les aires de moins de 50 000 habitants,.

### Occupation des sols
L'occupation des sols de la commune, telle qu'elle ressort de la base de données européenne d’occupation biophysique des sols Corine Land Cover (CLC), est marquée par l'importance des territoires agricoles (48,8 % en 2018), une proportion sensiblement équivalente à celle de 1990 (48,4 %). La répartition détaillée en 2018 est la suivante : 
forêts (41,2 %), terres arables (29,8 %), prairies (18 %), milieux à végétation arbustive et/ou herbacée (5,5 %), eaux continentales (3 %), zones urbanisées (1,5 %), zones agricoles hétérogènes (1 %). L'évolution de l’occupation des sols de la commune et de ses infrastructures peut être observée sur les différentes représentations cartographiques du territoire : la carte de Cassini (XVIIIe siècle), la carte d'état-major (1820-1866) et les cartes ou photos aériennes de l'IGN pour la période actuelle (1950 à aujourd'hui).

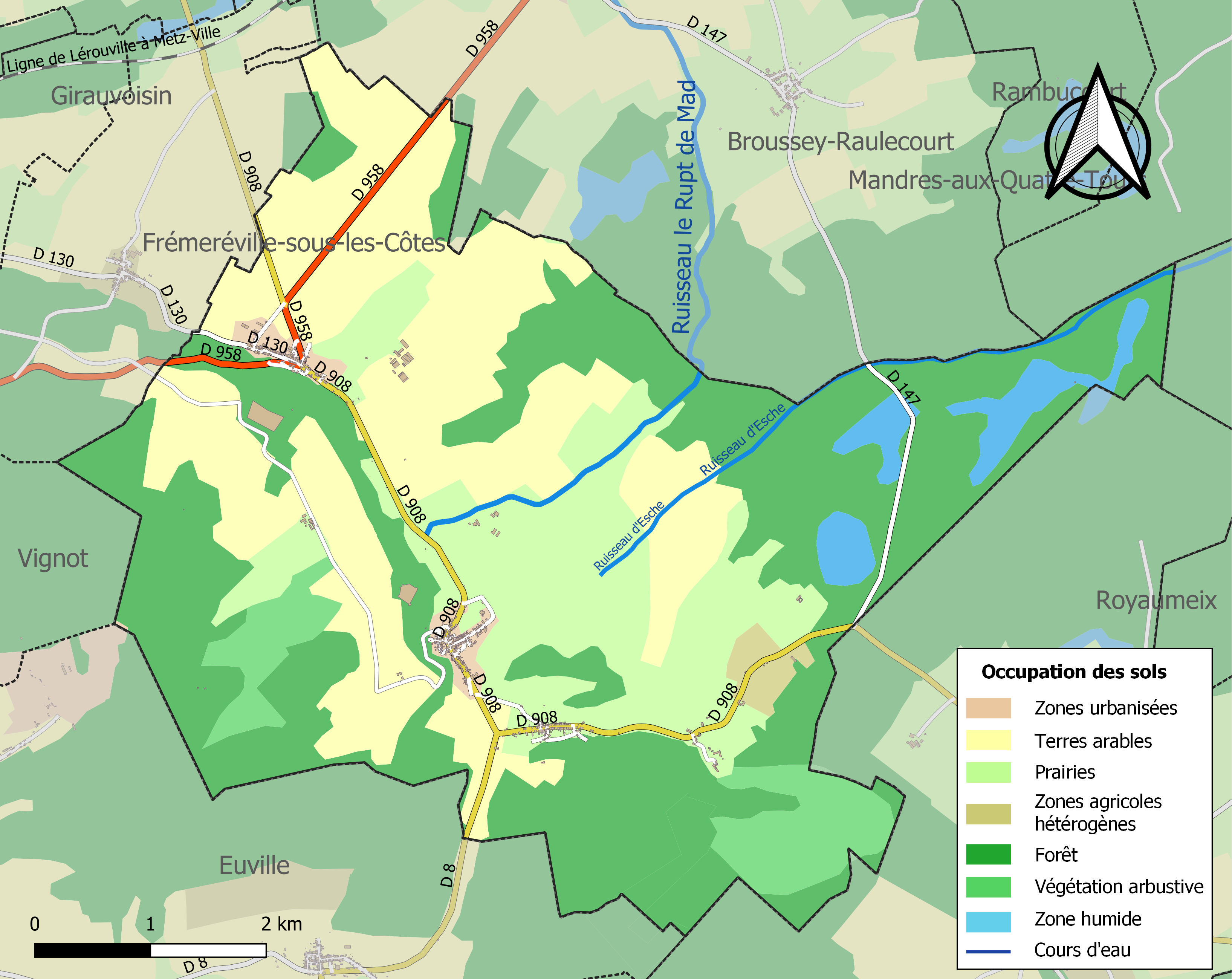
Carte des infrastructures et de l'occupation des sols de la commune en 2018 (CLC).

## Toponymie
Geville, nommée également Géville (non officiellement) est une commune regroupant trois communes associées, en 1973 ; Corniéville, Jouy-sous-les-Côtes devenue juridiquement Geville en tant que commune principale et Gironville-sous-les-Côtes.
 
Le nom choisi est en rapport avec le lieu-dit Gévaux de Jouy-sous-les-Côtes, avec la Chapelle du même nom.
Géville est un néo-toponyme qui semble être un composé de la première syllabe du lieu-dit Gévaux ; la deuxième partie du nom est ville contenu dans le nom des deux autres villages formant Géville.

Corniéville (Cornica villa, Corniacae villa en 1152). Formation médiévale en -ville au sens de « domaine rural ». Ernest Nègre explique le premier élément par le nom de personne roman Cornicus. Or, les formes anciennes postulent plutôt en faveur de l'adjonction de l'appellatif -ville, à un toponyme préexistant : on y discerne un élément Corn-, suivi des suffixes d'origine gauloise -ica ou -iacae (cf. -acum). On trouve ce genre d'association assez fréquemment en toponymie, cf. par exemple Tonneville (Seine-Maritime), Taunacum villa VIIe siècle.
Jouy (Gaudiacum en 770), d'un type toponymique gallo-roman *GODIACU, basé sur le nom de personne chrétien Godius (formé sur le latin gaudium / gaudia « joie »).
Gironville, toponymie : nom germanique Gero (Girunnivilla en 965).

## Histoire
Le 1er janvier 1973, Jouy-sous-les-Côtes devient Geville à la suite de sa fusion-association avec Corniéville et Gironville-sous-les-Côtes.
- Corniéville :
  - Anciennement diocèse de Toul, bailliage de Saint-Mihiel.
  - Ancienne abbaye de Rangéval, fondée au 12e par Hadwige, femme de Thierry d'Apremont, de l'ordre des prémontrés ; l'église, commencée en 1729, fut détruite à la Révolution.
- Gironville-sous-les-Côtes :
  - Anciennement diocèse de Toul, bailliage de Thiaucourt.
  - En 1588, Charles III, duc de Lorraine, permit la construction d'une enceinte fortifiée autour de l'église.
- Jouy-sous-les-Côtes :
  - Anciennement diocèse de Toul, bailliage de Saint-Mihiel.
  - Maison de charité-hospice, fondée en 1745.

### Première Guerre mondiale

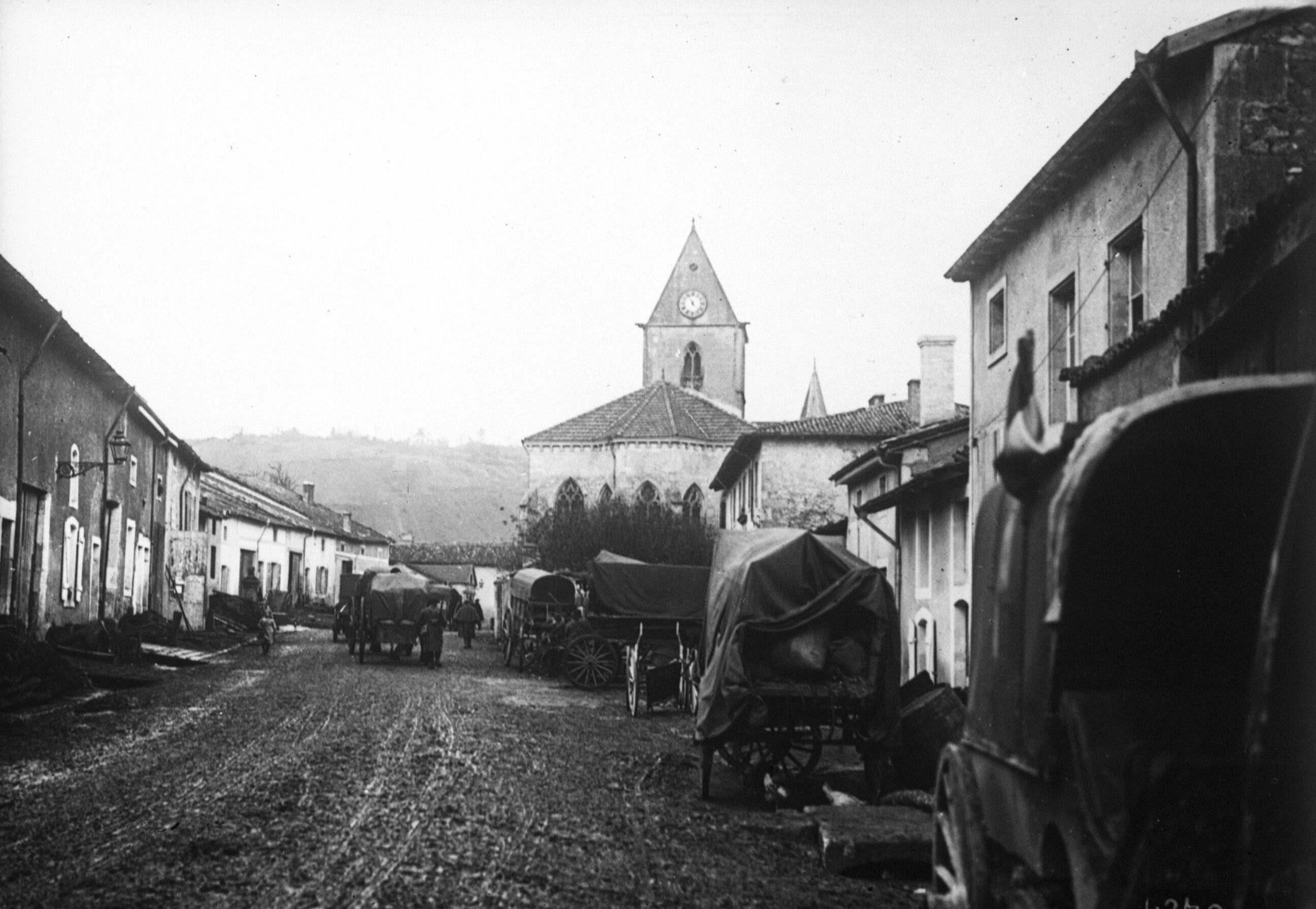
Convoi de ravitaillement près de l'église (1915).
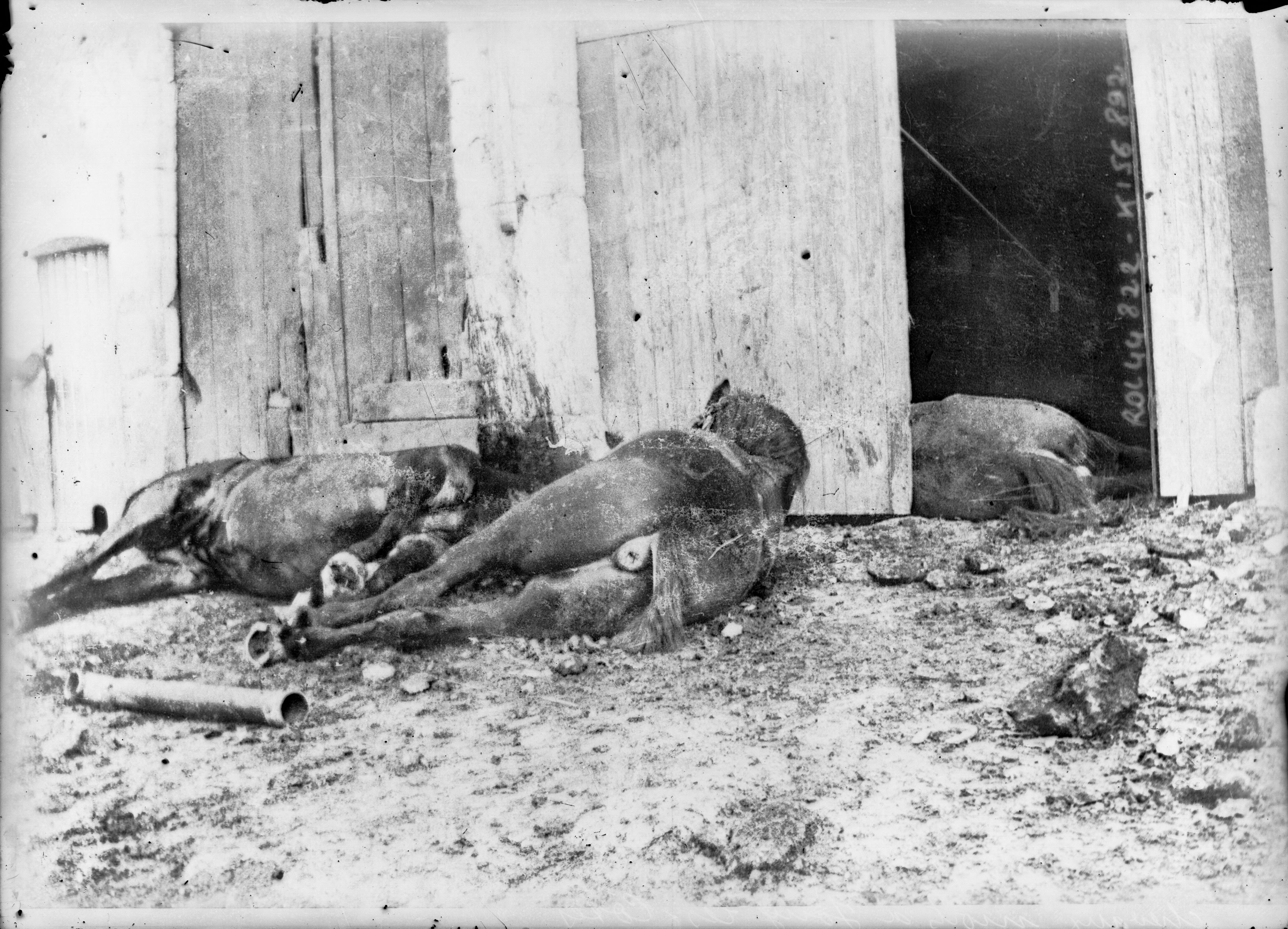
Chevaux morts (1915).
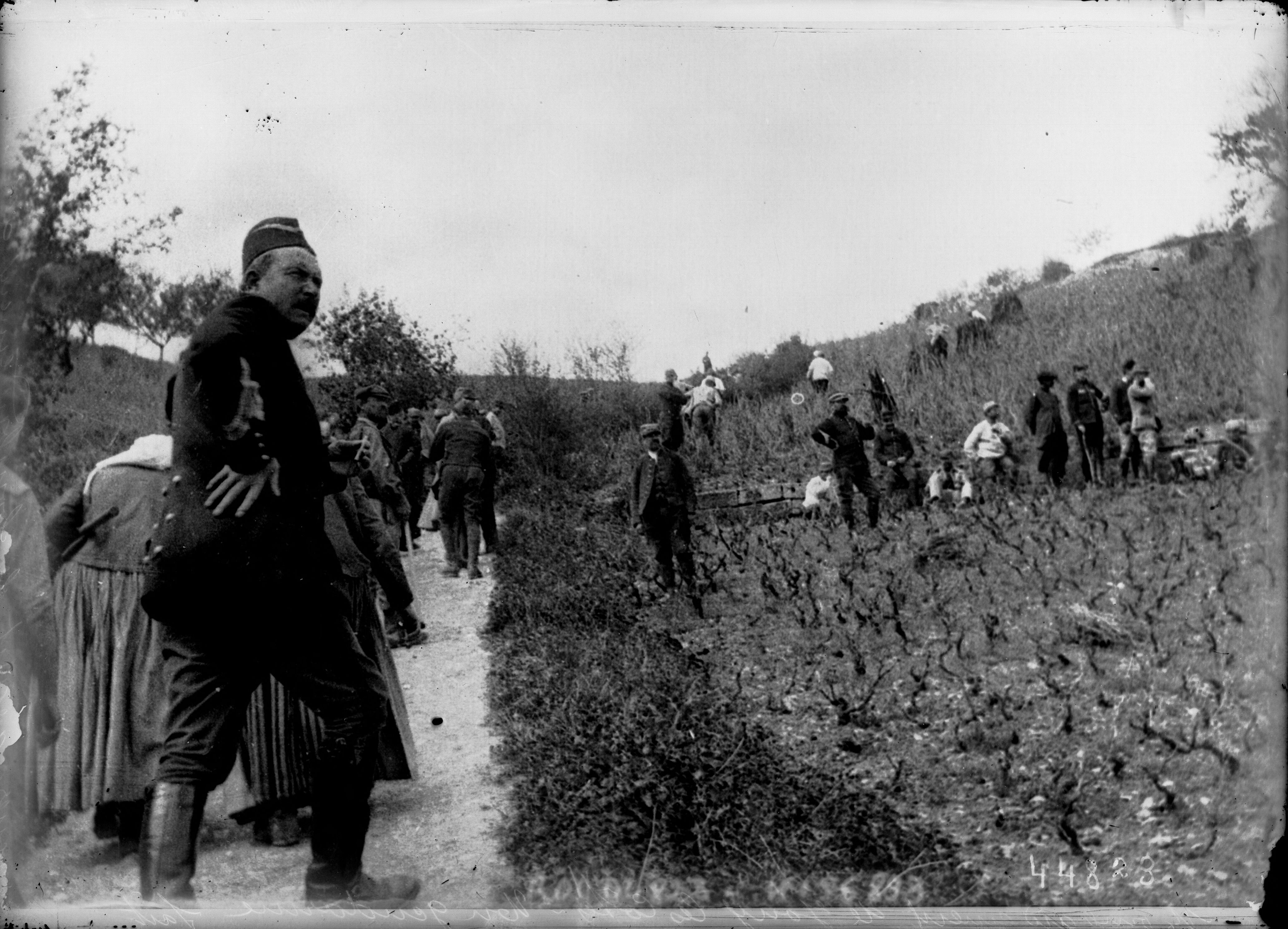
Évacuation de la population avant un bombardement (1915).

## Politique et administration
| Période                                  | Période  | Identité                                       | Étiquette | Qualité |
| ---------------------------------------- | -------- | ---------------------------------------------- | --------- | ------- |
| Les données manquantes sont à compléter. |          |                                                |           |         |
| mars 2001                                | En cours | Pierre Brasseur Réélu pour le mandat 2020-2026 |           |         |

## Population et société

### Démographie
L'évolution du nombre d'habitants est connue à travers les recensements de la population effectués dans la commune depuis 1793. Pour les communes de moins de 10 000 habitants, une enquête de recensement portant sur toute la population est réalisée tous les cinq ans, les populations de référence des années intermédiaires étant quant à elles estimées par interpolation ou extrapolation. Pour la commune, le premier recensement exhaustif entrant dans le cadre du nouveau dispositif a été réalisé en 2008.

En 2022, la commune comptait 627 habitants, en évolution de +0,64 % par rapport à 2016 (Meuse : −4,4 %, France hors Mayotte : +2,11 %).
| 1793 | 1800 | 1806 | 1821 | 1831 | 1836 | 1841 | 1846 | 1851 |
| ---- | ---- | ---- | ---- | ---- | ---- | ---- | ---- | ---- |
| 492  | 570  | 625  | 668  | 752  | 728  | 752  | 756  | 803  |

| 1856 | 1861 | 1866 | 1872 | 1876 | 1881 | 1886 | 1891 | 1896 |
| ---- | ---- | ---- | ---- | ---- | ---- | ---- | ---- | ---- |
| 720  | 732  | 753  | 681  | 720  | 662  | 798  | 712  | 770  |

| 1901 | 1906 | 1911 | 1921 | 1926 | 1931 | 1936 | 1946 | 1954 |
| ---- | ---- | ---- | ---- | ---- | ---- | ---- | ---- | ---- |
| 702  | 695  | 548  | 377  | 360  | 348  | 350  | 336  | 292  |

| 1962 | 1968 | 1975 | 1982 | 1990 | 1999 | 2006 | 2008 | 2013 |
| ---- | ---- | ---- | ---- | ---- | ---- | ---- | ---- | ---- |
| 294  | 283  | 504  | 476  | 443  | 489  | 563  | 584  | 612  |

| 2018 | 2022 | - | - | - | - | - | - | - |
| ---- | ---- | - | - | - | - | - | - | - |
| 618  | 627  | - | - | - | - | - | - | - |

## Culture locale et patrimoine

### Lieux et monuments

#### Édifices religieux

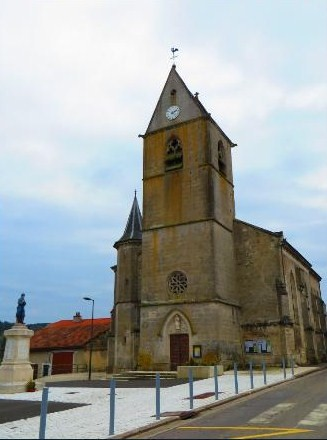
Église de l'Invention de Saint-Étienne de Jouy-sous-les-Côtes.

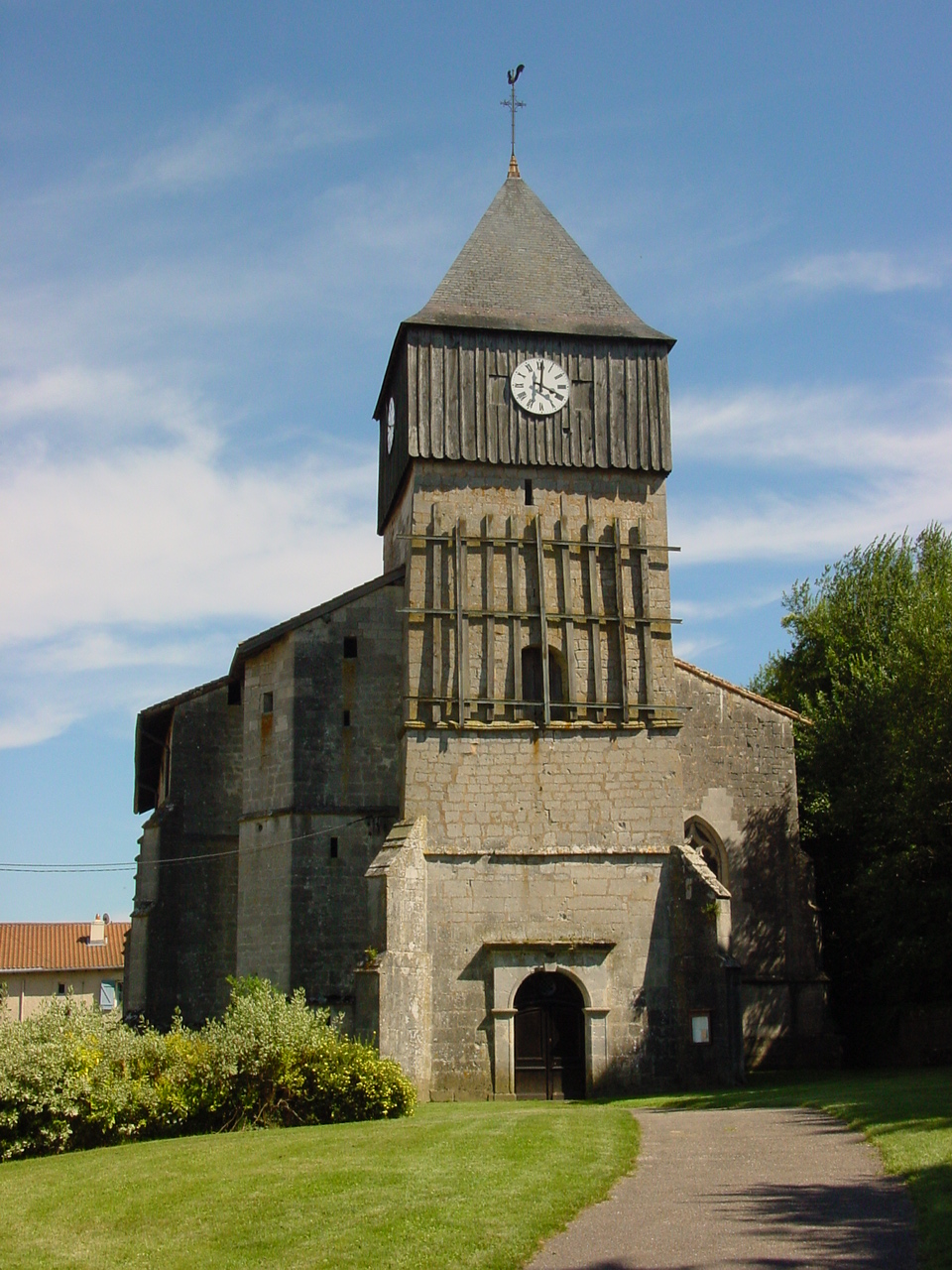
Église Saint-Léger de Gironville.

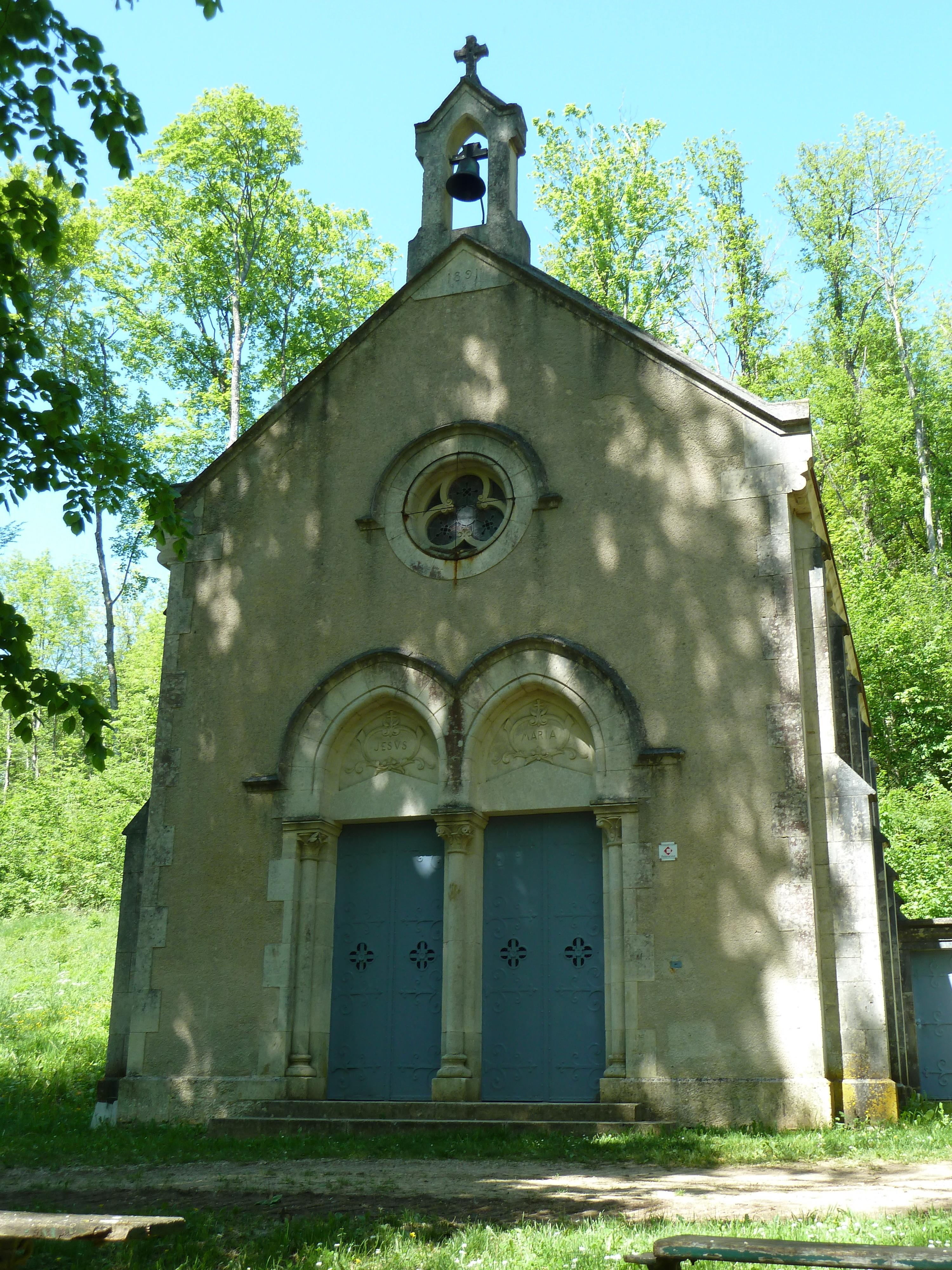
Chapelle de Jévaux.

- Ancienne abbaye de Rangéval à Corniéville XIIe siècle, reconstruite début XVIIIe siècle en style Renaissance par Nicolas Pierson : murs d'enceinte, logis abbatial, communs, deux ailes en équerre, cloître voûté d'ogives, salle capitulaire à colonnes corinthiennes, sacristie à deux nefs voûtées en étoile, réfectoire à voûtes d'ogives en arc brisé, grand escalier à colonnes ioniques, cheminées. Elle a été classée par les Monuments historiques en 1965[27].
- Église Saint-Symphorien de Corniéville : construite en 1717 retable du maître-autel, chaire.
- Église Saint-Léger de Gironville-sous-les-Côtes, fortifiée, de style ogival flamboyant : clocher-tour muni d'un hourd en partie XIIIe siècle, nef à 4 travées, abside pentagonale, chapiteaux Renaissance, christ et vierge de douleur en bois peint XVIe siècle. Elle a été classée par les Monuments historiques en 1908[28].
- Église de l'Invention de Saint-Étienne de Jouy-sous-les-Côtes XVe siècle, fortifiée : bretèche munie de deux meurtrières, tourelle d'escalier polygonale à meurtrières, chœur flamboyant.
- Chapelle de Jévaux, de Jouy-sous-les-Côtes chapelle actuelle de 1890, but de pèlerinage.

#### Édifices militaires
- Forts militaires de Gironville[29] et de Jouy-sous-les-Côtes[30] faisant partie du système défensif Séré de Rivières.

#### Musée
- Musée de la belle Époque à Jouy-sous-les-Côtes.

### Personnalités liées à la commune
- Étienne Mollevaut, député de la Convention nationale, né à Jouy-sous-les-Côtes en 1744.

### Héraldique
La commune n'a pas de blason connu.